# Aleksandr Dvornikov
Aleksandr Vladimirovich Dvornikov (em russo:  Александр Владимирович Дворников; nascido em 22 de agosto de 1961) é um general das Forças Terrestres da Rússia condecorado com a medalha de Herói da Federação Russa.

## Biografia
Dvornikov ingressou no Exército Soviético em 1978 depois de se formar na Escola Militar de Ussuriysk Suvorov. Ele então entrou na Escola de Treinamento do Alto Comando em Moscou, graduando-se quatro anos depois, após o qual Dvornikov serviu no Distrito Militar do Extremo Oriente. Ele então estudou na Academia Militar de Frunze, graduando-se em 1991. Dvornikov foi enviado para o Grupo Ocidental de Forças, servindo como comandante de batalhão na 6ª Brigada de Fuzileiros Motorizados da Guarda.
Em setembro de 2015, ele se tornou o primeiro comandante das Forças Armadas Russas na Síria no início da intervenção militar russa na Síria. Dvornikov recebeu o título de Herói da Federação Russa por liderar a intervenção militar russa na Síria e em setembro de 2016 foi nomeado comandante do Distrito Militar do Sul.  Ele é conhecido como o "Açougueiro da Síria" por atacar civis enquanto comandava tropas na região. Acredita-se que Dvornikov esteja por trás do ataque à estação ferroviária de Kramatorsk, que deixou pelo menos 52 pessoas mortas, a maioria mulheres, crianças e idosos.

### Guerra Russo-Ucraniana
Em abril de 2022, Dvornikov foi encarregado de operações militares durante a invasão russa da Ucrânia em 2022. Acredita-se que ele esteja por trás do ataque à estação ferroviária de Kramatorsk, que deixou pelo menos 52 mortos, a maioria mulheres, crianças e idosos.
Em 3 de junho, foi reportado que Dvornikov teria sido substituído no comando da invasão pelo coronel-general Gennady Zhidko. Contudo, dois dias depois, o governador ucraniano do Oblast de Luhansk, Serhiy Haidai, afirmou que Dvornikov ainda estava no comando e lá permaneceu até 10 de junho, enquanto a Batalha de Severodonetsk se aproximava do fim. Em 25 de junho, foi reportado que Dvornikov havia de fato sido removido do seu comando.

## Reputação militar
Dvornikov recebeu uma má reputação pela conduta dura de suas campanhas militares, particularmente na Chechênia e na Síria, onde foi descrito como o "Carniceiro da Síria" por suas campanhas de "terra arrasada". De acordo com o almirante aposentado James G. Stavridis, "A nomeação deste novo general indica a intenção de Vladimir Putin de continuar este conflito [na Ucrânia] por meses, se não anos. . . Ele é o capanga chamado por Vladimir Putin para arrasar cidades como Aleppo na Síria. . . Ele usou ferramentas de terrorismo durante todo esse período, inclusive trabalhando com as forças sírias, centros de tortura, estupro sistemático, agentes nervosos. Ele é o pior dos piores."